# Gewog di Serzhong
Il gewog di Serzhong è uno dei dodici raggruppamenti di villaggi del distretto di Sarpang, nella regione Meridionale, in Bhutan.